# Czerwin (village)
Pour les articles homonymes, voir Czerwin.
Czerwin (prononciation : [ˈt͡ʂɛrvin]) est un village polonais de la gmina de Czerwin dans le powiat d'Ostrołęka de la voïvodie de Mazovie dans le centre-est de la Pologne.
Le village est le siège administratif (chef-lieu) de la gmina appelée gmina de Czerwin.
Il se situe à environ 19 kilomètres au sud-est d'Ostrołęka (siège du powiat) et à 96 kilomètres au nord-est de Varsovie (capitale de la Pologne).
Le village compte approximativement une population de 700 habitants en 2006.

## Histoire
De 1975 à 1998, le village appartenait administrativement à la voïvodie d'Ostrołęka.